# Barbara Petzoldová
Barbara Petzoldová (* 8. srpna 1955 Oberwiesenthal) je bývalá reprezentantka Německé demokratické republiky v běhu na lyžích.
Pochází z rodiny družstevních rolníků. Od roku 1969 závodila za klub SC Traktor Oberwiesenthal a v roce 1972 se stala členkou východoněmecké lyžařské reprezentace. Získala čtrnáct titulů mistryně NDR (devět v individuálních závodech a pět ve štafetě). Na mistrovství světa v klasickém lyžování 1974 získala stříbrnou medaili v běhu na 10 km a ve štafetě, na Zimních olympijských hrách 1976 skončila se štafetou na třetím místě a na mistrovství světa v klasickém lyžování 1978 obhájila druhé místo štafety. Největší úspěch jí přinesla olympiáda 1980, kde vyhrála štafetu i individuální běh na deset kilometrů a byla čtvrtá na 5 km; stala se tak první německou olympijskou vítězkou v běhu na lyžích. Kariéru zakončila na mistrovství světa v klasickém lyžování 1982, kde byla se štafetou třetí.
Vystudovala práva na Humboldtově univerzitě a pracovala na okresním úřadu pro mládež a sport v Karl-Marx-Stadtu. Byla členkou SED a poslankyní Volkskammer, v roce 1980 jí byl udělen Vlastenecký řád za zásluhy. Působila také jako rozhodčí Mezinárodní lyžařské federace.
Jejím manželem je cyklista Lutz Beyer.